# Julia Weber (Schriftstellerin)

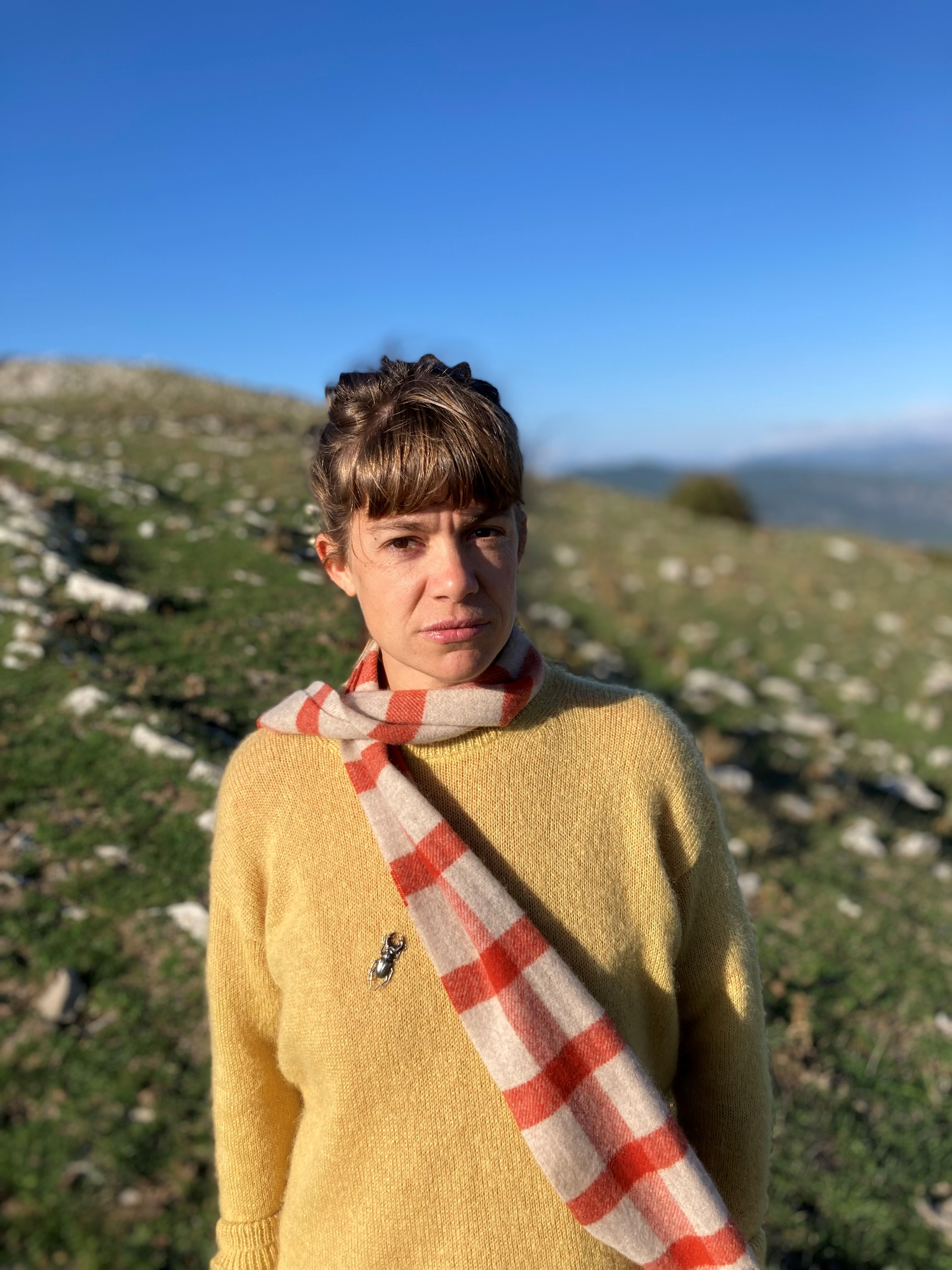
Julia Weber, 2022

Julia Weber (* 1983 in Moshi, Tansania) ist eine Schweizer Schriftstellerin.

## Leben
Julia Weber wurde 1983 in Moshi, Tansania geboren. 1985 kehrte die Schweizer Familie Weber nach Zürich zurück. Nach der Berufslehre zur Fotofachangestellten und der Erwachsenenmatura studierte Weber von 2009 bis 2012 literarisches Schreiben am Schweizerischen Literaturinstitut in Biel.
2012 schuf sie den Literaturdienst, mit dem sie seither literarisches Dokumentieren anbietet. Mit Gianna Molinari formierte sie die Kunstaktionsgruppe Literatur für das, was passiert, um mit ihrem Schreiben Menschen auf der Flucht zu helfen. Das Projekt erhielt 2016 eine Anerkennungsgabe der Stadt Zürich.
2017 erschien Julia Webers Debütroman Immer ist alles schön im Limmat Verlag. Der Roman wurde mit zahlreichen Preisen ausgezeichnet, unter anderem mit dem internationalen Franz-Tumler-Literaturpreis, der Alfred Döblin Medaille der Universität Mainz sowie dem Terra Nova Preis. Immer ist alles schön stand 2017 auf der Shortlist des Schweizer Buchpreises und erschien 2019 auf Französisch unter dem Titel Tout est toujours beau im Verlag Éditions de l’Aire.
2019 gründete Julia Weber gemeinsam mit Katja Brunner, Anaïs Meier, Gianna Molinari, Sarah Elena Müller, Michelle Steinbeck und Tabea Steiner das feministische Autorinnenkollektiv RAUF.
Julia Weber schrieb eine Kolumne für den Tagesanzeiger und Morgengeschichten für Radio SRF. Ausserdem schrieb sie Texte für das Stück Heidi weint von Nele Jahnke, welches 2021 in den Kammerspielen gezeigt wurde.
2021 wurde Julia Weber von Michael Wiederstein mit ihrem Text Ruth zum Ingeborg-Bachmann-Preis 2021 eingeladen.
Im April 2022 erschien Die Vermengung im Limmat Verlag. Das Buch wurde von der Presse in der Schweiz und in Deutschland sehr gelobt und erhielt einen Anerkennungsbeitrag des Kantons Zürich.
Im Sommer 2022 zog Julia Weber zusammen mit ihrer Familie für einige Monate nach Rom in die Casa Baldi (Villa Massimo) und schrieb Briefe an verstorbene und lebende Autorinnen und Autoren.
Julia Weber lebt mit ihrem Ehemann, dem deutschen Schriftsteller Heinz Helle, und ihren beiden gemeinsamen Kindern in Zürich.

## Werke
- 2009: Lebenswert AG. Uraufführung: Kulturfabrik Binz, Zürich.
- 2009: Der Zwischenraum. Uraufführung: Kulturfabrik Binz, Zürich.
- 2015: Aber die Plastikmenschen. Erzählung. Verlag Büro für Problem.
- 2016: Varianten der Angst in Wie wir leben wollen. Anthologie. Suhrkamp Verlag, Berlin 2016, ISBN 978-3-518-46710-7.
- 2017: Immer ist alles schön. Roman. Limmat Verlag, Zürich 2017, ISBN 978-3-85791-823-0.
  - 2019: Tout est toujours beau. Roman. Édition de l’Aire. Vevey 2019. ISBN 978-2-88956-018-9
- 2022: Die Vermengung. Limmat Verlag, Zürich 2022, ISBN 978-3-03926-041-6.

## Auszeichnungen (Auswahl)
- 2014: Literaturkurs-Stipendiatin der Tage der deutschsprachigen Literatur, Klagenfurt
- 2017: Internationaler Franz-Tumler-Literaturpreis für Immer ist alles schön[26]
- 2018: Alfred Döblin-Medaille der Akademie der Wissenschaften und der Literatur Mainz für ihre bisherigen literarischen Arbeiten[27]
- 2018: Förderpreis zum Droste-Preis für Immer ist alles schön
- 2018: Terra Nova Preis für Immer ist alles schön
- 2021: Conrad-Ferdinand-Meyer-Preis[28]
- 2022: Anerkennungsbeitrag des Kantons Zürich für Die Vermengung[25]
- 2022: Alemannischer Literaturpreis für Die Vermengung[29]
- 2023: Werkjahr der Stadt Zürich[30]